# Ugo Colombo

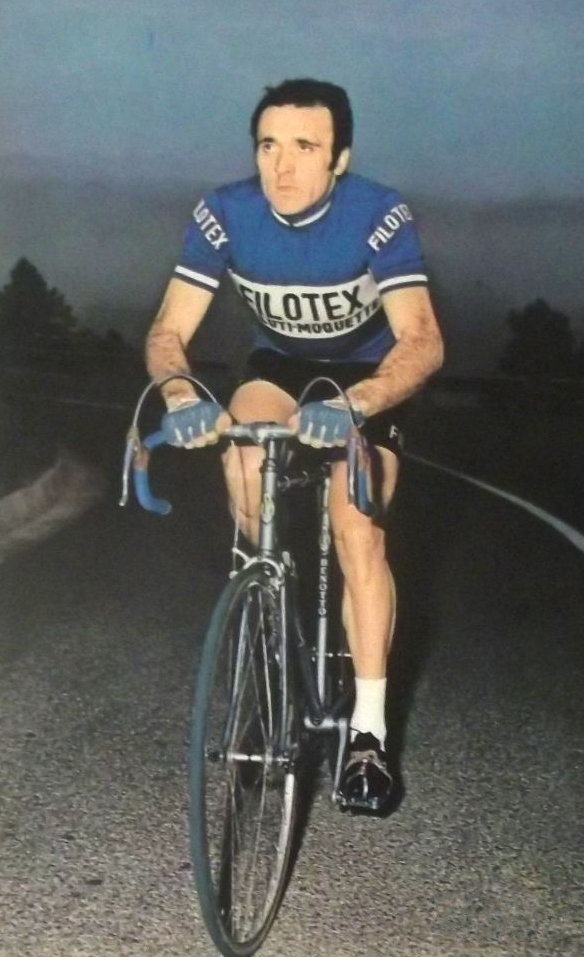
Ugo Colombo

Ugo Colombo   (San Giorgio su Legnano, 22 de febrer de 1940 - Pontremoli, 10 d'octubre de 2019) va ser un ciclista italià, que fou professional entre 1964 i 1974. Durant la seva carrera professional destaquen les 3 etapes aconseguides al Giro d'Itàlia, a banda d'una tercera posició final en l'edició de 1971.

## Palmarès
- 1968
  - 1r del Gran Premi de Montelupo
  - 1r al Gran Premi de Tarquinia
  - Vencedor d'una etapa de la Cronostafetta
- 1969
  - Vencedor d'una etapa al Giro d'Itàlia
  - Vencedor d'una etapa al Tour de Romandia
- 1970
  - 1r a la Coppa Placci
  - Vencedor d'una etapa a la Volta a Catalunya
- 1971
  - 1r a la Coppa Placci
  - Vencedor d'una etapa a la Volta a Suïssa
- 1972
  - Vencedor d'una etapa al Giro d'Itàlia
- 1974
  - Vencedor d'una etapa al Giro d'Itàlia

### Resultats al Tour de França
- 1966. 44è de la classificació general
- 1967. 34è de la classificació general
- 1968. 10è de la classificació general

### Giro d'Itàlia
- 1964. 39è de la classificació general
- 1965. 23è de la classificació general
- 1966. 18è de la classificació general
- 1968. 38è de la classificació general
- 1969. 5è de la classificació general. Vencedor d'una etapa
- 1970. 17è de la classificació general
- 1971. 3r de la classificació general
- 1972. 23è de la classificació general. Vencedor d'una etapa
- 1974. 39è de la classificació general. Vencedor d'una etapa